# New Wave (album)
Az 1993-as New Wave a The Auteurs brit alternatív rockegyüttes debütáló nagylemeze. Az album szerepel az 1001 lemez, amit hallanod kell, mielőtt meghalsz című könyvben.

## Az album dalai
|     | Cím                   | Szerző(k)   | Hossz |
| --- | --------------------- | ----------- | ----- |
| 1.  | Showgirl              | Luke Haines | 4:06  |
| 2.  | Bailed Out            | Haines      | 3:44  |
| 3.  | American Guitars      | Haines      | 3:31  |
| 4.  | Junk Shop Clothes     | Haines      | 2:42  |
| 5.  | Don't Trust the Stars | Haines      | 2:25  |
| 6.  | Starstruck            | Haines      | 2:59  |
| 7.  | How Could I Be Wrong  | Haines      | 3:53  |
| 8.  | Housebreaker          | Haines      | 2:57  |
| 9.  | Valet Parking         | Haines      | 2:55  |
| 10. | Idiot Brother         | Haines      | 5:45  |
| 11. | Early Years           | Haines      | 2:40  |
| 12. | Home Again            | Haines      | 5:59  |

## Közreműködők
- Luke Haines – gitár, zongora, producer, ének
- Alice Readman – basszusgitár
- Joe Beckett – ütőhangszerek
- Kuljit Bhamra – ütőhangszerek
- Chris Wyles – ütőhangszerek
- James Banbury – cselló
- Phil Vinall – hangmérnök, producer
- Peter Barrett – design
- Andrew Biscomb – design
- Stefan de Batselier – fényképek

## Fordítás
Ez a szócikk részben vagy egészben a New Wave (The Auteurs album) című angol Wikipédia-szócikk ezen változatának fordításán alapul.  Az eredeti cikk szerkesztőit annak laptörténete sorolja fel. Ez a jelzés csupán a megfogalmazás eredetét és a szerzői jogokat jelzi, nem szolgál a cikkben szereplő információk forrásmegjelöléseként.